# Deutscher Bahnkunden-Verband
Der Deutsche Bahnkunden-Verband e. V. (DBV) ist als Fahrgastverband eine Organisation von Fahrgästen, Bahnbenutzern und -kunden des Personenverkehrs und Güterverkehrs, mit dem Ziel, Einfluss auf die Verkehrspolitik und Eisenbahnpolitik zu nehmen. Inhalt der Arbeit des Verbandes ist die Erarbeitung eigener Verkehrskonzepte, Stellungnahmen zur Verkehrspolitik, Beteiligung in Fahrgastbeiräten und anderen Gremien, Erhalt von Bahnstrecken und Gleisanschlüssen, Förderung des Umwelt- und Schienenbewusstseins sowie die Pflege des historischen Erbes im Bahnbereich. Sitz des Verbandes ist Berlin. Er ist Mitglied im Europäischen Fahrgastverband (European Passengers' Federation), bei Allianz pro Schiene, dem Verbraucherzentrale Bundesverband und der Klima-Allianz.

## Geschichte
Der Deutsche Bahnkunden-Verband wurde im Februar 1990 in Berlin als DDR-Gegenstück zum bereits bestehenden Pro-Bahn-Verband in der damaligen Bundesrepublik Deutschland zunächst unter dem Namen ProBahn – Hauptverband der DDR gegründet. Nach der Wiedervereinigung erfolgte im Februar 1991 die Umbenennung in ProBahn – Hauptverband Ostdeutscher Länder, aus dem im Jahr 1993 der Deutsche Bahnkunden-Verband e. V. hervorging, nachdem die zuvor geführten Gespräche mit Pro Bahn über eine Zusammenfügung beider Verbände gescheitert waren.
Im gleichen Jahr wurde von Aktiven des DBV die heutige Deutsche Regionaleisenbahn mit dem Ziel gegründet, auf von der Deutschen Bahn stillgelegten Strecken zumindest einen touristischen Betrieb weiter aufrechtzuerhalten. Diese Gesellschaft hatte zunächst die Bezeichnung Deutsche Regionalbahn, Sondervermögen des DBV. Dieses wurde 1996 in die heutige GmbH überführt. Inzwischen ist eine organisatorische Trennung zwischen DRE und DBV erfolgt, wobei eine Kooperationsvereinbarung zur weiteren Zusammenarbeit abgeschlossen wurde, die für die DBV-Mitgliedsvereine Vorteile vorsieht (Meistbegünstigungsprinzip).

## Gliederung
Der Verband gliedert sich in einen Bundesverband, Landesverbände, Regionalverbände, Fördervereine und Mitgliedsvereine. Die Landesverbände können mehrere Bundesländer umfassen. Die Regionalverbände sind überwiegend auf Kreisebene aktiv, können aber auch über mehrere Kreise und länderübergreifend sein (beispielsweise der Regionalverband Altmark-Wendland der die Länder Niedersachsen und Sachsen-Anhalt umfasst).

## Projekte

### DBV-ReiseStation
Das DBV-Projekt ReiseStationen dient der Übernahme von schließungsgefährdeten Fahrkartenverkaufsstellen in den Regionen mit dem Ziel des Erhalts eines qualitativ hochwertigen Beratungsverkaufs für Bahnprodukte. Zusätzlich wird ein regionsspezifisches Angebot (z. B. Bahnliteratur, Gepäckaufbewahrung, Fahrradverleih) zur Verfügung gestellt. Ende 2009 erfolgte eine Erweiterung zu Fahrkartenagenturen mit umfangreichem Sortiment zum Reisebedarf.  Die erste ReiseStation wurde in Oschatz eingerichtet und im November 2006 folgte Sassnitz auf Rügen. Die im Oktober 2006 übernommene ReiseStation in Züssow wurde Anfang 2008 wieder geschlossen, da nach einem Bahnsteigumbau ein bahnsteiggleicher Umstieg von bzw. zur UBB möglich ist. Die Reisestationen werden im Auftrag des DBV von der DRE Bahnverkehr GmbH betrieben. Da der Kundenzuspruch in der Reisestation Oschatz immer mehr nachließ, musste sie Ende August 2012 geschlossen werden. Erst Anfang 2019 konnte im Bahnhof Zeitz wieder eine zweite Reisestation eingerichtet werden.

### DBV-BürgerBahn
Das Ziel des DBV-Projektes BürgerBahn ist es, auf stillgelegten Strecken den Schienenpersonenverkehr bedarfsorientiert wieder aufzunehmen. Dabei soll der Fahrbetrieb weitgehend eigenwirtschaftlich erfolgen, indem nach dem Vorbild zahlreicher Bürgerbus-Projekte der Fahrbetrieb durch ehrenamtliches Personal durchgeführt und die Strecke kostengünstig durch eine Kooperation mit der DRE unterhalten wird. Eine erste BürgerBahn ist der Elbe-Elster-Express, der vom DBV-Förderverein Niederlausitzer Eisenbahn seit Juni 2006 auf der Niederlausitzer Eisenbahn durchgeführt wurde. Der Verkehr musste jedoch in der Saison 2008 eingestellt werden, da das Fahrgastaufkommen zu gering war und keine finanzielle Unterstützung durch die anliegenden Kommunen absehbar war.

### Deutsche Schienenverkehrs-Wochen
Zur Förderung des Umwelt- und Schienenbewusstseins werden vom DBV und seinen Mitgliedsvereinen jährlich die mehrwöchigen Deutschen Schienenverkehrs-Wochen an zahlreichen Orten und Bahnstrecken in Deutschland durchgeführt. Einen Schwerpunkt bilden die von den DBV-Fördervereinen betreuten Strecken, auf denen häufig Sonderfahrten stattfinden. Ein weiterer Schwerpunkt sind die Vortrags- und Diskussionsveranstaltungen (Fahrgastsprechtage) mit DB Fernverkehr, den regionalen Verkehrsbetrieben in Berlin und Brandenburg (DB Regio, NEB, ODEG) sowie den städtischen Verkehrsbetrieben S-Bahn Berlin GmbH und den Betriebszweigen Omnibus, Tram und U-Bahn der BVG. Die 25. Deutschen Schienenverkehrs-Wochen fanden vom 29. August bis 5. Oktober 2008 schwerpunktmäßig am Gründungsort Berlin statt. Dabei nahmen an 129 Veranstaltungen erstmals über 10.000 Besucher teil.

### Deutscher Schienenverkehrs-Preis
Seit 1986 zeichnet der DBV Persönlichkeiten und Institutionen für deren herausragende Leistungen um die Belange der Bahnkunden aus. Hierfür vergibt der Verband jährlich in verschiedenen Sparten den Deutschen Schienenverkehrs-Preis (z. B. Bahnpreis, Bürger- und Vereinspreis, Europapreis, Kulturpreis, Medienpreis).
Der Ehrenpreis wurde bisher erst zweimal vergeben:
- 1998 an Adolf-Heinrich von Arnim (1916 bis 2008) für sein wirkungsvolles Eintreten für die Interessen der Fahrgäste und
- 2006 an Dieter Ludwig (1939 bis 2020) für sein Lebenswerk „Karlsruher Modell“.[15]

### Erweitertes Fernbahnnetz
Dadurch, dass DB Fernverkehr sich immer mehr auf die aufkommensstarke Hauptverkehrsstrecken konzentrierte und damit die Bedienung von vielen Mittelstädten mit dem Interregio oder durch Kurswagen einstellte, entwickelte der DBV 2010 ein bedarfsorientiertes Konzept Erweitertes Fernbahnnetz in Deutschland, das vorsieht, auch Mittel- und Kurstädte wieder mit den Metropolen durch umsteigefreie Fernverbindungen anzubinden. Auf Fernverkehrsforen wird das Konzept mit den betroffenen Gebietskörperschaften und Verbänden diskutiert, wobei es ein Ziel ist, die Parlamente von einer gesetzlichen Konkretisierung der öffentlichen Daseinsvorsorge im Sinne der Anbindung von Mittelstädten an den nationalen Schienenfernverkehr zu überzeugen.

### Potentialanalyse stillgelegter Strecken
Am 2. Oktober 2015 unterzeichneten die Deutsche Bahn (DB) und der DBV eine Absichtserklärung, in der vereinbart wurde, dass der DBV in Zusammenarbeit mit der DB und weiteren Bedarfsträgern in den nächsten zwei Jahren eine Analyse der Reaktivierungsmöglichkeiten von stillgelegten Strecken durchführt. Während der Prüfphase wird DB Netz die Strecken nicht entwidmen oder veräußern, um den Weg für eine Reaktivierung frei zu halten.

## Verkehrsmodelle
Zum Erhalt von Eisenbahn-Nebenstrecken, auf denen der öffentlich bezuschusste Schienenpersonennahverkehr eingestellt wurde oder einstellungsgefährdet ist, hat der DBV drei Modelle entwickelt, die auf den Strecken der DRE in der Praxis erprobt wurden. Dabei ist das gemeinsame Ziel der Modelle die Betriebskosten, die in der Regel nicht vollständig durch Fahrgeldeinnahmen zu decken sind, zu senken und die Einnahmen durch die Erschließung zusätzlicher Finanzierungsquellen zu erhöhen. Dafür in Frage kommen die an der Strecke liegenden Kommunen, die beteiligten Bundesländer und gegebenenfalls die EU.

### BürgerBahn-Modell
Das BürgerBahn-Modell setzt darauf, dass analog zum Bürgerbus der Eisenbahnverkehr von ehrenamtlichen Kräften durchgeführt wird, um die Kosten zu senken. Die Anliegerkommunen sollen den Betrieb sowohl finanziell als auch durch Sachleistungen (z. B. Erhaltung von Bahnhöfen, Instandhaltung von Bahnsteigen) unterstützen. Das Modell wurde zwischen 2006 und 2008 auf der Niederlausitzer Eisenbahn durchgeführt. Es scheiterte dort jedoch am mangelnden personellen Einsatz der ehrenamtlichen Kräfte und am fehlenden finanziellen Einsatz der Kommunen.

### Schmiedeberger Modell
Nachdem der SPNV auf einer Strecke abbestellt wurde, besteht die Möglichkeit, die für den Schienenersatzverkehr vorgesehenen Finanzmittel wieder teilweise für einen bedarfsorientierten Schienenverkehr zu verwenden. Hierzu ist das Busangebot im Linien- und Schülerverkehr so umzugestalten, dass die größten Fahrgastströme auf der Schiene abgewickelt werden und der Bus Zubringer- und Ergänzungsfunktionen übernimmt. Am leichtesten lässt sich dieses Modell umsetzen, wenn der regionale Omnibusunternehmer auch den Schienenverkehr betreibt, damit diesem keine Nachteile entstehen. Es wird seit Ende 2007 auf der Linie zwischen Lutherstadt Wittenberg und Bad Schmiedeberg praktiziert (vgl. Bahnstrecke Pratau–Torgau und Bahnstrecke Pretzsch–Eilenburg).
Kritiker meinen, dass das Schmiedeberger Modell lediglich auf parallele Schülerverkehre, welche zusätzlich durch den Landkreis Wittenberg als Aufgabenträger bezuschusst werden, und wenige Kurgäste ausgerichtet ist. Eine Steigerung des Fahrgastaufkommens wird somit nicht erreicht.

### Muldentaler Modell
Das Muldentaler Modell sieht vor, dass der Schienenverkehr durch die von der Strecke tangierten Gemeinden, Städte und Landkreise mit einer Umlage finanziert wird. Dieses Modell sollte an der sächsischen Muldentalbahn ab 2007 umgesetzt werden. Die Umsetzung scheiterte jedoch bisher an der aufgrund technischer Schwierigkeiten fehlenden Betriebsfähigkeit der Strecke. Mittlerweile ist auch der Kooperationspartner des DBV, die Deutsche Regionaleisenbahn, nicht mehr Eigentümer der Muldentalbahn.